# Nordstrand (Gemeinde)

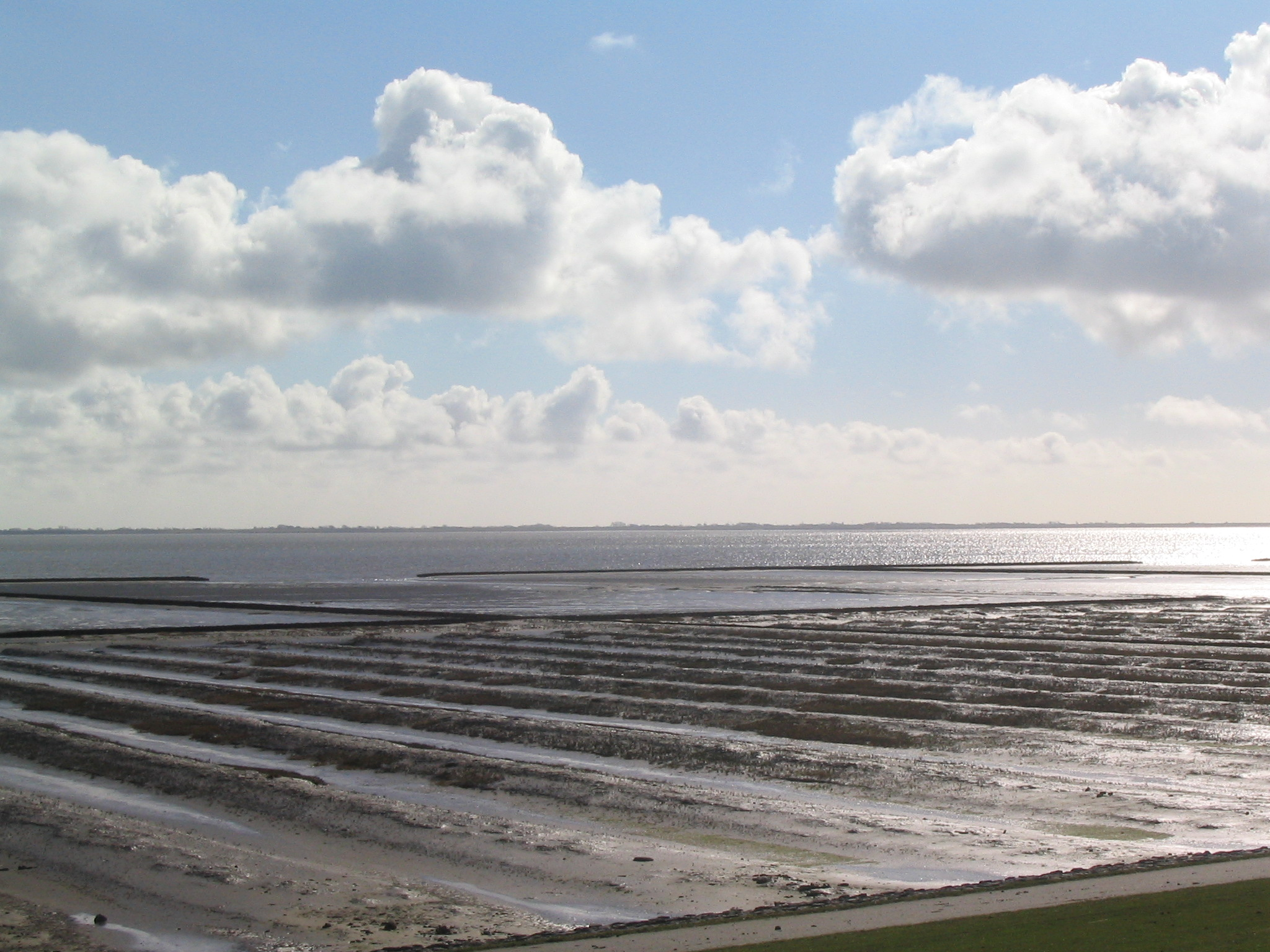
Sockel des Nordfriesischen Wattenmeeres vor der Halbinsel Nordstrand

Nordstrand (nordfriesisch di Ströön) ist eine ländliche Gemeinde im Kreis Nordfriesland in Schleswig-Holstein. Die Gemeinde ist ein staatlich anerkannter Erholungsort und Seeheilbad.

## Geografie

### Geografische Lage
Die Gemeinde Nordstrand erstreckt sich auf der gleichnamigen Halbinsel nordwestlich der Kreisstadt Husum. Das Gemeindegebiet umfasst dabei den weitaus größten Teil der Halbinsel und die nördlich der Halbinsel im Wattenmeer gelegene Hallig Nordstrandischmoor.

### Gemeindegliederung
Das Gemeindegebiet gliedert sich siedlungsgeografisch in eine Vielzahl von Siedlungsplätzen unterschiedlicher Typen. In dem zum Zwecke der Volkszählung in der Bundesrepublik Deutschland 1987 amtlich aufgestellten Wohnplatzverzeichnis wurden insgesamt 56 solcher Wohnplätze vermerkt.
Zu ihnen zählen unter anderem
- England
- Herrendeich
- Kiefhuck
- Morsumkoog
- Norderhafen
- Odenbüll
- Pohnshalligkoog
- Strucklahnungshörn
- Süden
- Süderhafen
- Westen

## Politik

### Gemeindevertretung
Die bei der Gemeindewahl am 14. Mai 2023 neu bestimmte Zusammensetzung der Kommunalvertretung der Gemeinde Nordstrand ergab folgende neue Sitzverteilung:
Von den 15 Sitzen in der Gemeindevertretung hat die SPD sieben Sitze, die CDU vier, Wählergemeinschaft Nordstrand (WGN) und Bündnis 90/Die Grünen jeweils zwei.
Die Wahlbeteiligung betrug diesmal 64,4 Prozent.

### Wappen
Blasonierung: „Zwischen blauem Schildhaupt, darin drei silberne Glocken, und silbernem Wellenschildfuß, darin zwischen zwei blauen Wellenbalken ein grüner Wellenbalken, von Gold, darin ein grünes Spatenblatt, und Grün, darin drei gekreuzte je siebenkörnige goldene Ähren, mit einem oben abgewinkelten Gegensparren geteilt.“

## Kirchengebäude

### St.-Vinzenz-Kirche Odenbüll

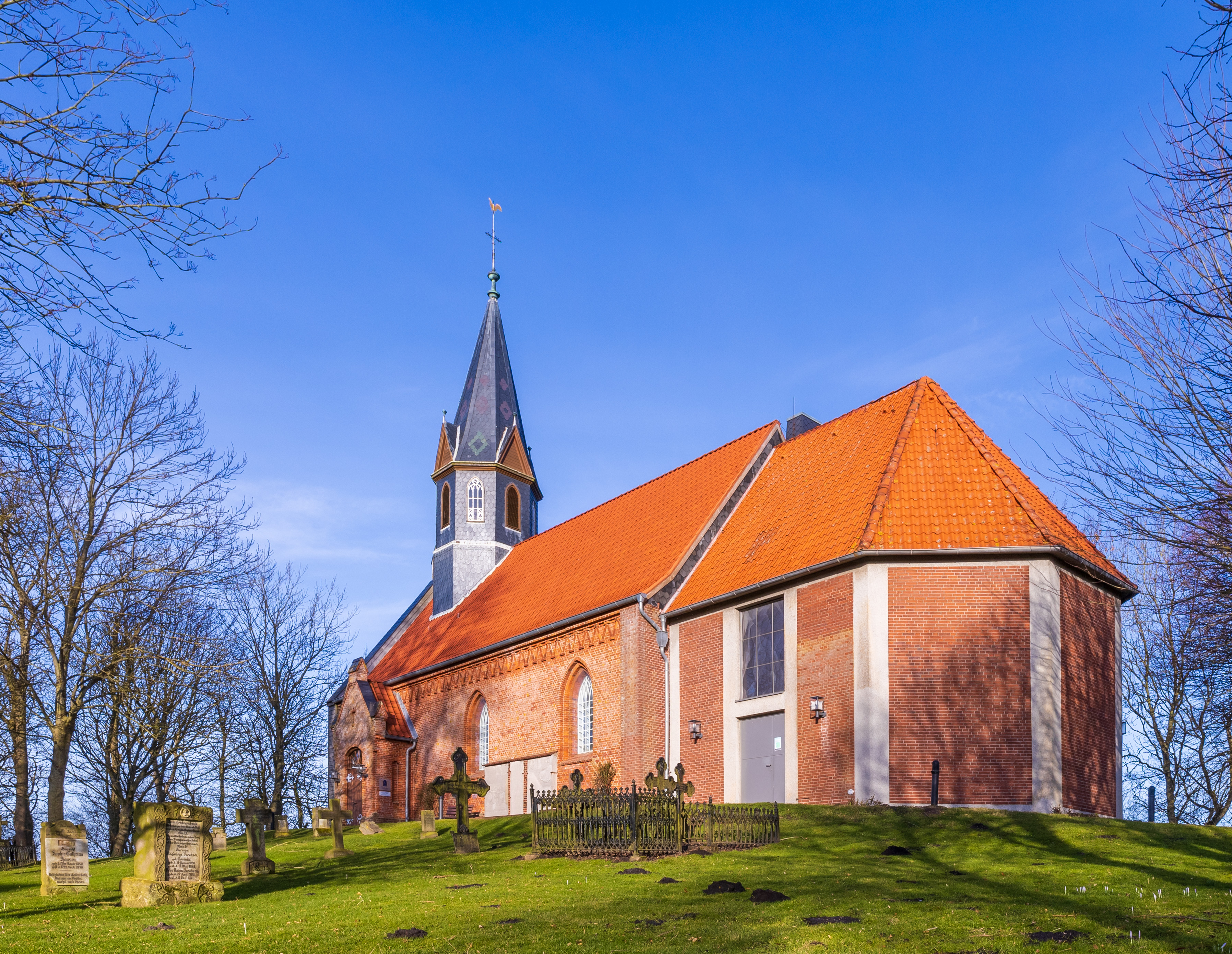
St. Vinzenz und Friedhof

Die St.-Vinzenz-Kirche Odenbüll ist die einzige auf Nordstrand liegende von ehemals 22 Kirchen auf Alt-Nordstrand, die die Burchardiflut von 1634 überstanden. Das auf einer Warft errichtete Kirchenbauwerk stammt ursprünglich aus dem 13. Jahrhundert, jedoch wurde das Blendmauerwerk bei einer Renovierung 1889 komplett erneuert. Aus demselben Jahr stammt auch der achteckige Dachreiter. Die gotische und barocke Inneneinrichtung stammt überwiegend aus dem 18. Jahrhundert. West- und Nordempore sind von 1715, an einigen Gestühlswangen sind noch schmiedeeiserne Huthalter aus dem 17. und 18. Jahrhundert vorhanden.
Älter sind das Kruzifix gegenüber der Empore (von etwa 1400) und die Kanzel von 1605. Eindrucksvollstes Kunstwerk in der Kirche ist der spätgotische dreiflügelige Schnitzaltar. Obwohl die mittelalterliche Bemalung im Lauf der Geschichte entfernt wurde, zeichnet er sich doch noch durch eine realistische und dynamische Darstellung der Kreuzigungsszene aus.
Die Vinzenz-Kirche gehörte zur Nordelbischen evangelisch-lutherischen Kirche, die 2012 in der Nordkirche aufging.

### St.-Theresia-Dom
Die katholischen Brabanter, die den Oktroy (Freibrief) zur Wiedereindeichung des in der Burchardiflut 1634 verlorenen Landes erhalten hatten, bekamen auch die Erlaubnis, katholische Gottesdienste zu halten. Anfangs feierten sie sie in der Kapelle im Haus des aus Mechelen entsandten Priesters. 1662 wurde auf dem Osterdeich, wo die drei neuen Köge Alterkoog (eingedeicht 1654), Osterkoog (1657) und Trendermarschkoog (1661–1663) zusammentreffen, der Grundstein zu einer schlichten Kirche ohne Turm gelegt, die der heiligen Theresia von Avila geweiht wurde. Bei Beerdigungen und anderen Kasualien wurden die Glocken der benachbarten evangelischen Kirche geläutet. 1887 wurde der baufällig gewordene Bau erneuert und erhielt einen eigenen Kirchturm mit Glocke. Heute gehört die Gemeinde zur Alt-Katholischen Kirche in Deutschland.

### St.-Knud-Kirche
Die dritte Nordstrander Kirche, die römisch-katholische St.-Knud-Kirche, ist die jüngste. Sie wurde gebaut, nachdem sich die Nordstrander katholische Gemeinde 1740 im Streit um den Jansenismus gespalten hatte. Die Alt-Katholiken behielten die Theresienkirche, während die Papsttreuen wie vor dem Bau der Kirche in der Hauskapelle feierten. Da diese nicht als Pfarrkirche anerkannt war, wurden die Kinder vom alt-katholischen Priester getauft, während man für Trauungen nach Friedrichstadt reisen musste. Erst 1807 erhielt die Kapelle den Rang einer Pfarrkirche und erst nachdem 1863 die volle Religionsfreiheit in Schleswig-Holstein eingeführt wurde, konnte die Gemeinde eine eigene Kirche bauen und eine Schule gründen.
Die 1866 eingeweihte Kirche ist dem heiligen Knud geweiht. Heute gehört sie zum Erzbistum Hamburg.

## Verkehr

### Straßenverkehr
Der Hauptteil des Gemeindegebiets von Nordstrand wird durch die schleswig-holsteinische Landesstraße 30 erschlossen. Sie ist der einzige öffentliche Straßenzugang zur Halbinsel und führt über den vormaligen Nordstrander Damm, der heute die südliche Flanke des Beltringharder Koogs bildet und anschließend quer über die ehemalige Insellage bis zum Hafen Strucklahnungshörn führt. Dieser liegt an der nordwestlichen Flanke der Insel beim Priel Fuhle Schlot an der Wattfläche des Rungholtsands.

### Eisenbahnverkehr
Die Hallig Nordstrandischmoor ist ausschließlich mittels einer Lorenbahn ausgehend vom Festlandbahnhof im Beltringharder Koog am Lüttmoorsiel in der Gemeinde Reußenköge sowie per Schiffspassage vom Hafen Strucklahnungshörn zu erreichen.

### Schifffahrt und Häfen

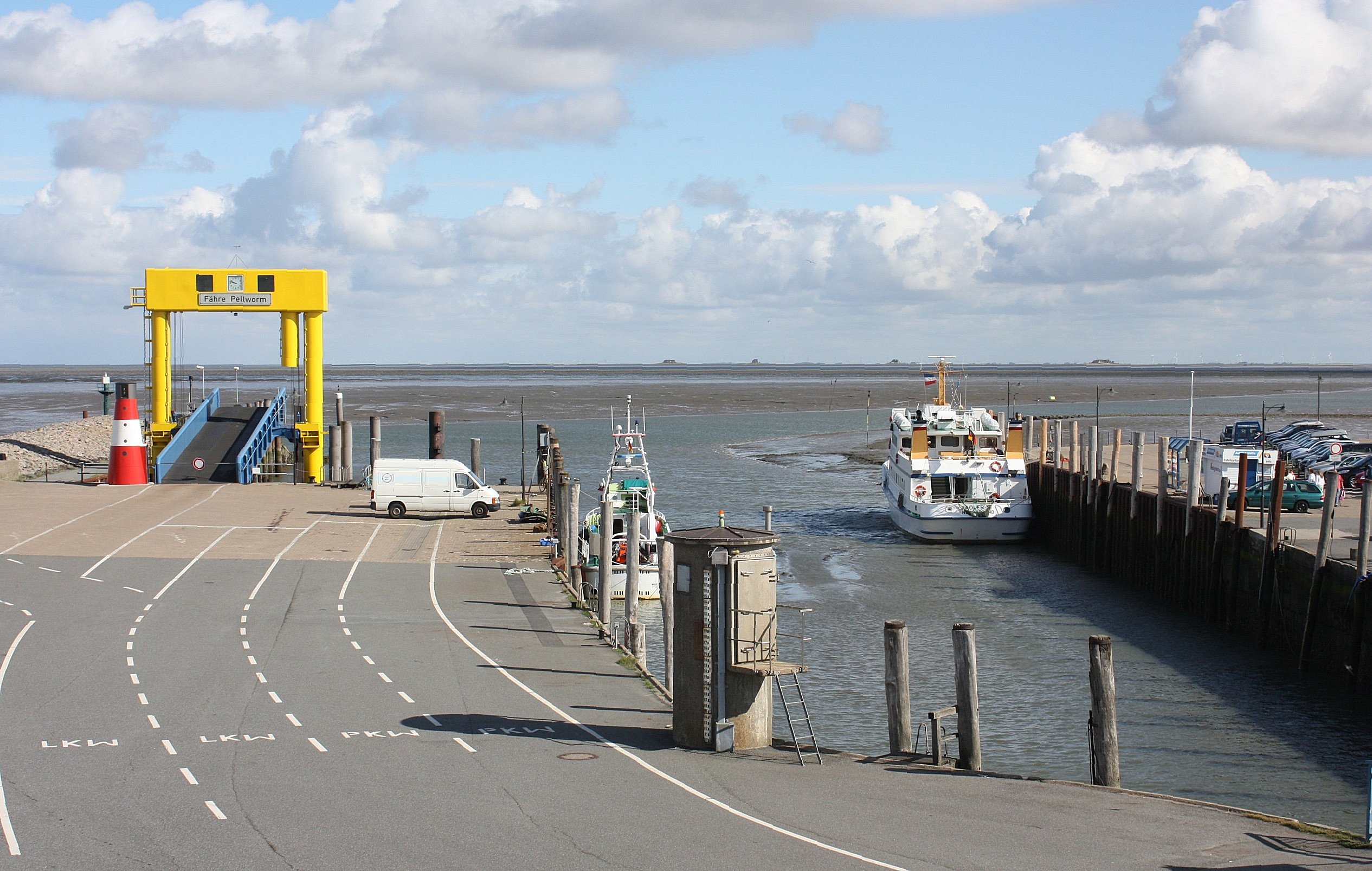
Hafen Strucklahnungshörn

Der Hafen Strucklahnungshörn dient als Drehscheibe für einen Großteil des von der Halbinsel zu den umliegenden Inseln und Halligen führenden Fährverbindungen der Reedereien Neue Pellwormer Dampfschiffahrtsgesellschaft (NPDG) und Adler-Schiffe, ebenso wie als Liegehafen des Seenotkreuzers Eiswette der Seenotrettungsstation Nordstrand. Eine weitere Hafenanlage ist Süderhafen am Heverstrom im Süden der Insel.

## Söhne und Töchter der Gemeinde
- Ludwig Ingwer Nommensen (1834–1918), Missionar auf Sumatra
- Andreas Busch (1883–1972), Rungholt-Forscher
- Peter Empen (1920–1971), Politiker (SPD)
- Stefan Gläser (* 1946), Jurist, ehemaliger Oberbürgermeister von Wertheim (Baden-Württemberg)
- Sabine Andresen (* 1966), deutsche Pädagogin und Hochschullehrerin